# Роргониди
Роргонидите (на френски: Rorgonides) са знатен френски род от франкски произход, който дава няколко генерации графовете на Мен (832-898).

## Генеалогия
1. Гозлен I († сл. 820); ∞ Аделтруд
  1. Адалтруд; ∞ Рамнулф I граф на Поату, херцог на Аквитания († 866), (Рамнулфиди)
  2. Гозберт I († 849), граф на Мен, игумен на Saint-Maur-sur-Loire и Glanfeuil; ∞ NN
    1. Теодраде
    2. Гозлен; ∞ NN
      1. Рихилде

  3. Роргон I (770–839), граф на Rennes (до 832), граф на Мен (832); ∞ I Ротруд, дъщеря на Карл Велики, (Каролинги); ∞ II Билхилда
    1. (I) Лудвиг († 867), игумен на Сен-Дени, Saint-Riquier, Saint-Wandrille, ерцканцлер на Карл Плешиви
    2. (II) Гозфрид († 886) граф на Мен; ∞ NN
      1. Гозберт III († 914), граф на Мен
      2. Гозлен († 914), граф на Мен

    3. (II) Билхилда; ∞ Бернхард от Поатие (Вилхелмиди)
      1. Бернхард от Готия; ∞ NN
        1. Рихилда; ∞ Теобалд Стари († 942), вицеграф на Блоа, (Дом Блоа)

      2. Еменон; ∞ NN

    4. (II) Гозлен, епископ на Париж, ерцканцлер на Карл Плешиви
    5. (II) Роргон II (um 808–865), граф на Мен (839).
    6. (II) Гозберт II, граф на Мен